# صوفيا سانشيز
صوفيا سانشيز (بالإسبانية: Sofía Sánchez)‏ هي سباحة متزامنة أرجنتينية، ولدت في 23 أغسطس 1989 في روساريو في الأرجنتين.

## وصلات خارجية
- صوفيا سانشيز على موقع الاتحاد الدولي للسباحة (الإنجليزية)
- صوفيا سانشيز على موقع أوليمبيديا (الإنجليزية)
- صوفيا سانشيز على موقع اللجنة الأولمبية الأرجنتينية (الإسبانية)